# Кондратюк Юрій Ростиславович
Юрій Ростиславович Кондратюк (народився 17 травня 1971 року в смт Клевань, Рівненської області) — український музикант і актор. Гітарист гурту «Yurcash».

## Творча біографія
В початковій школі, з 2-го класу він почав вчитися також у в музичній школі по класу труби і грати в шкільному ансамблі на ударних. З 5-го класу почав грати в ансамблі палацу піонерів на бас гітарі. У складі цього ансамблю брав участь у регіональних конкурсах і фестивалях. У 7 класі освоїв гітару.
Вдосконалював майстерність практичними виступами на весіллях, днях народження тощо.
В 1990 створив групу «Мертва зона» (м. Рівне), яка грала в стилі Trash & Speed metal. В складі Мертвої зони (тріо) були:
- Юрій Кондратюк — гітара, вокал
- Сергій Коробко — бас гітара, бек-вокал.
- Андрій Мартинєнков — ударні. Наразі Андрій вже багато років є барабанщиком російської культової групи «Корозия металла».

Протягом існування групи, її доповнювали вокалісти — Олександр Веремчук, Леонід Репета (група «Незаймана земля», Едуард Клім, з яким у 1995, на київській студії «Комора» був записаний дебютний альбом «Surrounded by freedom».
«Мертва зона» була двічі дипломантом фестивалю Червона рута (1991, 1993), а також лауреатом фестивалю Тарас Бульба (1992, 1993).
З 1994 року Юрій стає учасником групи «Біла зона», яка утворилася після об'єднання гуртів «Білий загін» (м. Львів), та «Мертва зона»(м. Рівне). Група проіснувала недовго. З 1996 по 1999 Кондратюк монотонно працює в ресторанах м. Рівне.
В 1999 музикант переїхав до Києва, де з 2000-го працює в складі груп Віктора Павліка, Наталії Могилевської, Олександра Пономарьова, Руслани.
В 2006 Юрій вирішує грати авторську музику і створює групу PLATINA, до складу якої війшли:
Юрій Кондратюк — гітара.
Вікторія Васалатій - вокал.
Сергій Рожков - клавішні.
Микола Кістеньов — бас гітара, бек-вокал.
Олександр Капітонов — ударні. 
У групи PLATINA вийшло два альбоми, «Зайві слова» (2006), та «Про тебе» (2010). Станом на 2018 група знаходиться в творчій відпустці.
Юрій Кондратюк є суперфіналістом Х Фактор 8, в складі групи YURCASH, в якій працює на постійній основі як гітарист і бек-вокаліст, гастролює з концертами, та бере участь у фестивалях. Паралельно продовжує співпрацювати з різними українськими та зарубіжними виконавцями.
З 2016 року — учасник музичних концертних постановок «Rock Symphony» (коли оркестр, хор і рок-бенд об'єднуються на сцені), та «Rock Mozart Le Concert».
Грає роль Едді в театральній виставі про Квітку Цісик «Я — Квітка» на вірші Тетяни Череп-Пероганич у постановці Валерія Невєдрова.
З 2018 року співпрацює з видатним українським скрипалем-віртуозом Василем Попадюком, у складі «PapaDuke Band».
З 2020 року розпочинає роботу над інструментальним сольним проектом, і вже на початку 2021 року виходить перший його сингл під назвою "2020".

## Сім'я
Станом на червень 2018 Юрій розлучений, має сина Андрія від першого шлюбу, та двох доньок від другого шлюбу — Каріну і Катаріну.

## Галерея

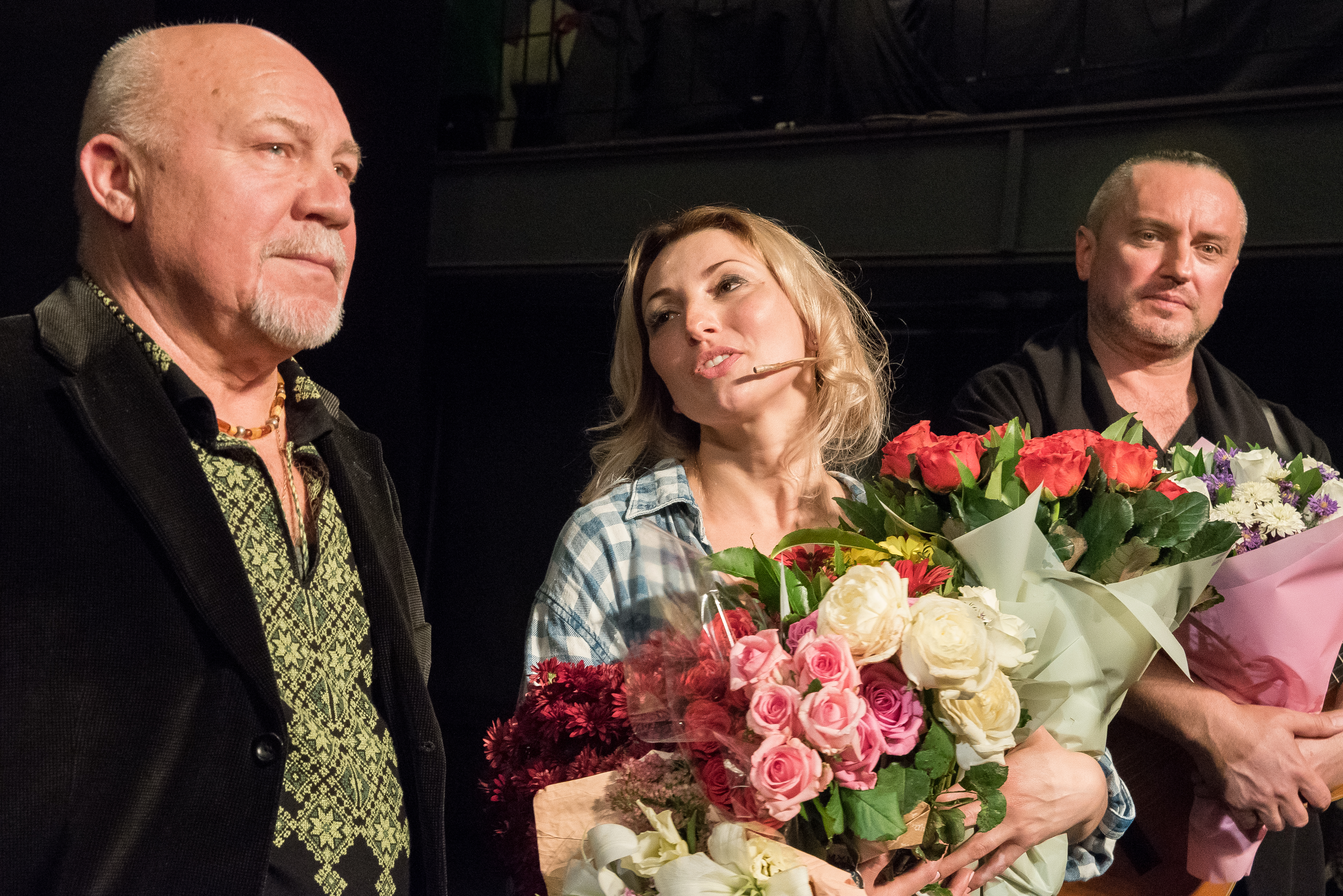
Після прем'єри вистави «Я — Квітка»: Валерій Невєдров, Вікторія Васалатій, Юрій Кондратюк